# Departament warszawski (Księstwo Warszawskie)
Departament warszawski – jednostka administracyjna Księstwa Warszawskiego ze stolicą w Warszawie utworzona na podstawie art. 64 konstytucji z dotychczasowego departamentu warszawskiego Prus Południowych. 19 grudnia 1807 r. dokonano podziału departamentu na powiaty i zgromadzenia gminne. 17 kwietnia 1810 r. do departamentu przyłączono powiaty stanisławowski i siennicki z Nowej Galicji włączonej do Księstwa Warszawskiego. Po kongresie wiedeńskim został przekształcony w województwo mazowieckie Królestwa Polskiego.

## Podział administracyjny
- powiat warszawski
- powiat czerski (stolica Grójec)
- powiat rawski
- powiat brzeziński (stolica Stryków)
- powiat łęczycki
- powiat orłowski (stolica Kutno)
- powiat gostyniński
- powiat sochaczewski
- powiat błoński
- powiat zgierski (stolica Piątek)
- powiat stanisławowski (od 1810)
- powiat siennicki (od 1810)